# ناحية شيروان مزن
ناحية شيروان مزن وهي إحدى النواحي التابعة لقضاء ميركسور في محافظة أربيل في العراق، وتقع على المثلث الحدودي بين العراق وتركياوإيران